# Saline di Marsala
Saline di Marsala este o arie protejată (arie specială de conservare — SAC, sit de importanță comunitară — SCI) din Italia întinsă pe o suprafață de 315 ha, integral pe uscat.

## Localizare
Centrul sitului Saline di Marsala este situat la coordonatele 37°53′08″N 12°28′22″E / 37.88553°N 12.472761°E.

## Înființare
Situl Saline di Marsala a fost declarat sit de importanță comunitară în septembrie 1995 pentru a proteja 51 de specii de animale. Situl a fost protejat și ca arie specială de conservare în martie 2017.

## Biodiversitate
Situată în ecoregiunea mediteraneană, aria protejată conține 5 habitate naturale: Pășuni mediteraneene udate de apa mării (Juncetalia maritimi), Vegetație anuală la limita mareei, Lagune de coastă, Tufărișuri halofile mediteraneene și termo-atlantice (Sarcocornetea fruticosi), Stepe sărăturate mediteraneene (Limonietalia).
La baza desemnării sitului se află mai multe specii protejate:
- păsări (50): pescăruș albastru (Alcedo atthis), rață sulițar (Anas acuta), egretă mare (Ardea alba), stârc galben (Ardeola ralloides), ciuf de câmp (Asio flammeus), buhai de baltă (Botaurus stellaris), fugaci de țărm (Calidris alpina), bătăuș (Calidris pugnax), prundăraș de sărătură (Charadrius alexandrinus), chirichița cu obraz alb (Chlidonias hybrida), chirighiță neagră (Chlidonias niger), prepeliță (Coturnix coturnix), egretă mică (Egretta garzetta), șoim călător (Falco peregrinus), vânturel roșu (Falco tinnunculus), vânturel de seară (Falco vespertinus), pescăriță râzătoare (Gelochelidon nilotica), ciovlica roșcată (Glareola pratincola), cocor (Grus grus), piciorong (Himantopus himantopus), rândunică (Hirundo rustica), Hydrocoloeus minutus, pescăriță mare (Hydroprogne caspia), stârc pitic (Ixobrychus minutus), sfrâncioc cu cap roșu (Lanius senator), Larus genei, pescăruș-cu-cap-negru (Larus melanocephalus), sitar de mal nordic (Limosa lapponica), sitar de mâl (Limosa limosa), becațină mică (Lymnocryptes minimus), rață pestriță (Mareca strepera), prigoare (Merops apiaster), gaia neagră (Milvus migrans), muscar sur (Muscicapa striata), Numenius arquata arquata, stârc de noapte (Nycticorax nycticorax), pietrar mediteranean (Oenanthe hispanica), vultur pescar (Pandion haliaetus), viespar (Pernis apivorus), Phoenicopterus ruber, lopătar (Platalea leucorodia), țigănuș (Plegadis falcinellus), ciocântors (Recurvirostra avosetta), lăstun de mal (Riparia riparia), rață cârâitoare (Spatula querquedula), chiră mică (Sternula albifrons), turturică (Streptopelia turtur), chiră de mare (Thalasseus sandvicensis), fluierar de mlaștină (Tringa glareola), fluierarul cu picioare roșii (Tringa totanus)
- pești (1): Aphanius fasciatus

Pe lângă speciile protejate, pe teritoriul sitului au mai fost identificate 15 specii de plante, 6 specii de nevertebrate, 1 specie de reptile.